# Martin Reynolds
Martin Reynolds (Reino Unido, 22 de febrero de 1949) es un atleta británico retirado, especializado en la prueba de 4x400 m en la que llegó a ser subcampeón olímpico en 1972.

## Carrera deportiva
En los JJ. OO. de Múnich 1972 ganó la medalla de plata en los relevos 4x400 metros, con un tiempo de 3:00.46 segundos, llegando a meta tras Kenia (oro) y por delante de Francia (bronce), siendo sus compañeros de equipo: Alan Pascoe, David Hemery y David Jenkins.